# Мартинова Пелагія Василівна
Пелагія Василівна Мартинова (рос. Пелагея Васильевна Мартынова; 26 серпня (8 вересня) 1900 — 21 вересня 1967) — радянська діячка сільського господарства. Ланкова колгоспу «Новый мир» у Старооскольському районі Курської області. Героїня Соціалістичної Праці. Одна з героїнь нарису Михайла Шолохова «Слово о Родине».

## Життєпис
Пелагія Мартинова народилася 26 серпня (8 вересня) 1900 у селі Сокове  Козацької волості Старооскільського повіту Курської губернії у родині селянина-батрака. Освіту не отримала, працювати почала у домашньому господарстві. У 1929 році  вступила до колгоспу «Новый мир», з 1932 року працювала ланковою бурякової ланки. Її ланка неодноразово ставала кращою за показниками у колгоспі та районі. Під час Німецько-радянської війни залишалася у рідному селі, повернулася на посаду ланкової після відновлення колгоспу у лютому 1943 року.
У 1947 році Пелагія Мартинова зіткнулася з кількома труднощами при вирощенні озимої пшениці. Ранньою весною значна частина пшениці вимерзла, а інша почорніла. Для рятування посівів ланка Мартинової провела підживлення добривами вцілілої пшениці. Пізніше злива розмила ґрунт та оголила коріння рослин. Мартиновій довелося разом з підлеглими боронувати пшеницю та знову її підживлювати. В результаті вдалося не тільки врятувати посіви, але й зібрати великий урожай. Всього було зібрано 32.9 центнера пшениці з гектара на загальній площі у 9 гектарів.
За «отримання високих урожаїв пшениці та жита при виконанні колгоспом обов'язкового постачання та натуроплати за роботу МТС у 1947 році та забезпечення насінням зернових культур для весняної сівби 1948 року» Президія Верховної ради СРСР наказом від 2 січня 1948 року надала Пелагії Мартиновій звання Героя Соціалістичної Праці з врученням ордена Леніна та медалі «Серп і Молот». Окрім неї звання героя отримали ще три ланкові з Курської області: Ганна Крилова, Ганна Лободенко та Наталія Славгородська.
Наступного року Пелагію Василівну призначили бригадиром рільничої бригади. Того ж року її нагородили ще одним орденом Леніна. Пізніше вона працювала у колгоспі бригадиром садівничої та комплексної бригад. Окрім праці у колгоспі займалася громадською діяльністю, взяла участь у з'їзді хліборобів у Курську в 1948 році, де виступила з промовою. Була знайома з працями Климента Тімірязєва, Івана Мічуріна, Василя Вільямса, Трохима Лисенка та інших вчених. Своїми знаннями з сільського господарства ділилася з іншими селянами, викладаючи у колгоспній агротехнічній школі. Перший секретар Курського обласного комітету ВКП(б) Павло Доронін характеризував Мартинову як досвідчену ланкову та громадську активістку, яка вела за собою весь колгосп.
У 1958 році пішла на пенсію, мешкала у селі Сокове. Пелагія Василівна Мартинова померла 21 вересня 1967 року і була похована на Соковому цвинтарі Старого Осколу.

## В культурі
За підсумками збору урожаю у 1947 році Пелагія Мартинова написала «Рассказ об опыте работы», який був опублікований у газеті «Социалистическое земледелие» від 4 січня 1948 року.
Письменник Михайло Шолохов під кінець нарису «Слово о Родине», вперше опублікованого 23 та 24 січня у газеті «Правда», розповідає про ланкову Пелагію Мартинову, наводить її слова про посухи 1946 року та цитує її промову у відповідь на отримання звання Героя Соціалістичної Праці.

## Нагороди
- Герой Соціалістичної Праці (2.01.1948)[4]
- орден Леніна (2.01.1948)[4], (13.08.1949)[1]
- медаль «Серп і Молот» (2.01.1948)[4]
- медалі

### Коментар
1. ↑  Село пізніше увійшло до складу Старого Осколу